# Гарсиласо де ла Вега
Гарсиласо де ла Вега (на испански: Garcilaso de la Vega) е испански поет, един от първите представители на Златния век на испанската литература.

## Биография
Гарсиласо де ла Вега е роден през 1503 г. Той произлиза от видна благородническа фамилия и е един от приближените на Карл V, император на Свещената Римска империя и крал на Испания. Той участва във войните срещу османците и французите, в битките при Родос, Тунис, Павия и Виена. За службата си е обявен за рицар на Ордена на Сантяго.
През 1532 г. Гарсиласо де ла Вега изпада в немилост, след опит да ожени свой племенник за една от придворните дами на императрицата против волята на Карл V. Той е затворен за няколко месеца на остров по река Дунав, след което прекарва няколко години в Неапол. След като си възвръща благоразположението на императора, той отново воюва срещу французите. През 1536 г. е ранен при атаката на Льо Мюи и умира малко по-късно в Ница.

## Творчество
Гарсиласо де ла Вега започва да пише стихове под влиянието на приятеля си Хуан Боскан. Той е сред първите, въвели в испанската поезия модерните в Италия форми, повлиян от Франческо Петрарка, Джовани Бокачо и Джакопо Санацаро. Поезията на де ла Вега, по-малко от 60 стихотворения, е публикувана, заедно с работите на Хуан Боскан, през 1543 г. Тя играе важна роля при формирането на испанската поезия от следващия век.